# Michael Christofferson
Pour les articles homonymes, voir Christofferson.
Michael Christofferson est un historien américain. Il est professeur d'histoire à l'université Adelphi.

## Biographie
Après une licence (B.A.) au Carleton College, il étudie à l'université Columbia où il obtient un doctorat en histoire sous la direction de Robert Paxton.
Il enseigne l'histoire contemporaine à l'université d'État de Pennsylvanie, puis à l'université Adelphi. Il est spécialiste de l'histoire française au vingtième siècle.
Son premier livre, qui constitue la version publiée de sa thèse de doctorat, Les Intellectuels contre la gauche, l'idéologie antitotalitaire en France (1968-1981) (French Intellectuals Against the Left:The Antitotalitarian Moment of the 1970's, 2003), affirme que certains intellectuels français rapprochent les idées révolutionnaires et progressistes de gauche du totalitarisme pour discréditer ces idées. Selon Éric Aeschimann dans Libération, « Michael Christofferson fait le minutieux récit de la conversion d’anciens compagnons de route du Parti communiste français à l’antitotalitarisme. [...] En somme, au cours de ces quelques années, une partie des intellectuels de gauche a renoncé à transformer le monde ». Un « livre impitoyable », selon Claude Mazauric dans L'Humanité, qui « propose une relecture historique majeure de la notion de totalitarisme dans les années 1970 et de son instrumentalisation politique » et qui « fera débat ».
Son deuxième livre, France during World War II: From Defeat to Liberation (2006) décrit les aspects de la vie en France pendant l'Occupation.

### Ouvrages originaux en anglais
- (en) French Intellectuals Against the Left : The Antitotalitarian Moment of the 1970's, Berghahn Books (en), 2003, 304 p. (ISBN 978-1-57181-428-9, lire en ligne)
- (en) avec Thomas Rodney Christofferson, France during World War II : From Defeat to Liberation, New York, Fordham University Press, 2006, 208 p. (ISBN 978-0-8232-2563-7)

### Ouvrage traduit en français
- Les Intellectuels contre la gauche : L'idéologie antitotalitaire en France (1968-1981) [« French Intellectuals Against the Left:The Antitotalitarian Moment of the 1970's »]  (trad. de l'anglais par André Merlot, préf. Philippe Olivera), Marseille, Agone, 2009, 445 p. (ISBN 978-2-7489-0098-9)